# Manfred Bock
Manfred Bock (ur. 28 maja 1941 w Hamburgu, zm. 31 października 2010 w Uetersen) – niemiecki lekkoatleta, wieloboista, medalista mistrzostw Europy z 1962. W czasie swojej kariery reprezentował Republikę Federalną Niemiec.
Wystąpił we wspólnej reprezentacji Niemiec na igrzyskach olimpijskich w 1960 w Rzymie, gdzie zajął 10. miejsce w dziesięcioboju. Zdobył brązowy medal w tej konkurencji na mistrzostwach Europy w 1962 w Belgradzie. Nie zakwalifikował się na igrzyska olimpijskie w 1964 w Tokio.
Był mistrzem RFN w dziesięcioboju w 1962, wicemistrzem w 1967 i brązowym medalistą w 1968, a także drużynowym mistrzem w pięcioboju w 1960 i 1961.
7 czerwca 1964 w Liestal ustanowił rekord RFN w dziesięcioboju wynikiem 7950 punktów (według ówcześnie obowiązującej punktacji).
Należał do klubu Hamburger SV. Zmarł na zawał mięśnia sercowego.